# Mae (langue)
Pour les articles homonymes, voir Mae.
Le mae (ou dirak) est une langue océanienne parlée au Vanuatu par environ 1 000 locuteurs, dans le nord de Malekula. Il a un dialecte, North Small Nambas.